# Hullettia griffithiana
Hullettia griffithiana là một loài thực vật có hoa trong họ Moraceae. Loài này được (Kurz) Hook. f. mô tả khoa học đầu tiên năm 1888.